# Molophilus propinquus
Molophilus propinquus là một loài ruồi trong họ Limoniidae. Chúng phân bố ở miền Cổ bắc.